# Полоцкий 28-й пехотный полк
28-й пехотный Полоцкий полк — пехотный полк Русской Императорской армии.
- Старшинство — 30 августа 1769 г.
- Полковой праздник — 6 августа.

## Места дислокации
1820 год — город Васильков. Второй батальон полка на поселении в Могилевской губернии.

## История

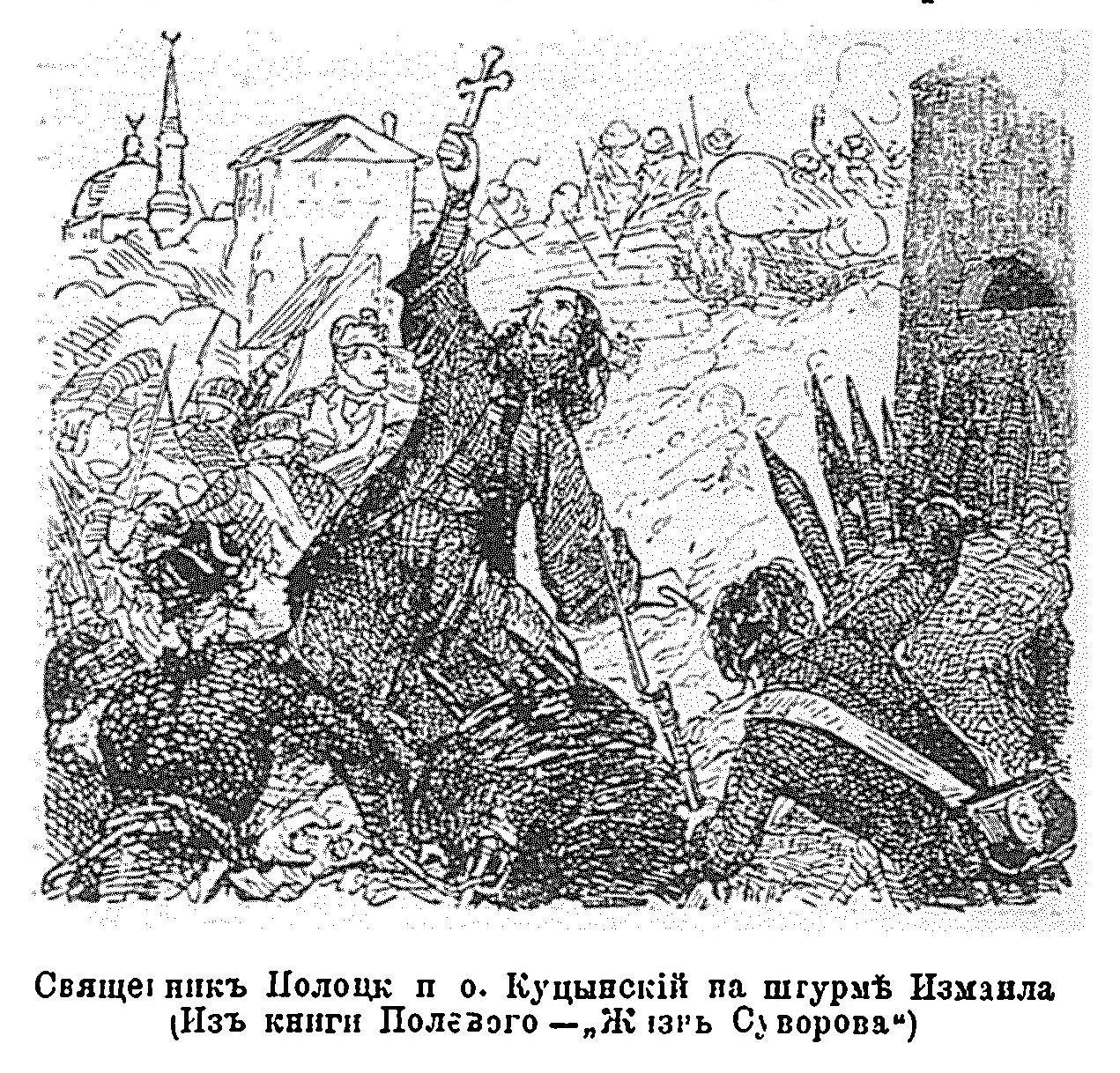
Рисунок из статьи «Полоцкий, 28-й пехотный, полк», «Военная энциклопедия Сытина»)

- 2 сентября 1769 — сформирован Санкт-Петербургский легион[2].
- 29 ноября 1796 — полк переформирован в мушкетерский.
- 31 октября 1798 — наименован мушкетерским генерал-майора Сназина.
- 7 мая 1799 — наименован мушкетерским генерал-майора Тинькова.
- 31 марта 1801 — наименован Полоцким мушкетерским.
- 22 февраля 1811 — переформирован в пехотный.
- 28 января 1833 — переформирован в егерский и приведён в состав 6 батальонов, для чего к нему был присоединён 14-й егерский полк.
- 10 марта 1854 — сформированы 7-й и 8-й батальоны.
- 17 апреля 1856 — переформирован в пехотный.
- 23 марта 1856 — 4-й действующий батальон переименован в 4-й резервный и отчислен в резервные войска. 5-й, 6-й, 7-й и 8-й батальоны расформированы.
- 6 апреля 1863 — из 4-го резервного батальона и бессрочно-отпускных 5-го и 6-го батальонов сформирован Полоцкий резервный пехотный полк.
- 13 августа 1863 — резервный полк переименован в Серпуховский пехотный.
- 25 марта 1864 — Полоцкому пехотному полку присвоен 28-й номер.
- Полк - активный участник, Первой мировой войны, в частности, Нарочской операции 1916 г.[3] и Битвы у Берестечко в июле того же года[4].

## Шефы полка
Шефы (почётные командиры) полка:
- 03.12.1796 — 14.03.1798 — генерал-майор (с 04.01.1798 года генерал-лейтенант) князь Дашков, Павел Михайлович
- 14.03.1798 — 03.06.1798 — генерал-майор граф Каменский, Сергей Михайлович 1-й
- 03.06.1798 — 07.05.1799 — генерал-майор Сназин, Иван Терентьевич
- 07.05.1799 — 23.06.1802 — генерал-майор Тиньков, Павел Ильич
- 23.06.1802 — 24.08.1806 — генерал-майор Муханов, Николай Терентьевич
- 24.08.1806 — 16.03.1807 — полковник Попов, Пётр Пантелеевич 1-й
- 16.03.1807 — 20.04.1807 — полковник Потресов, Матвей Григорьевич
- 20.04.1807 — 01.09.1814 — полковник (с 28.03.1809 года генерал-майор) Филисов, Павел Андреевич

## Командиры полка

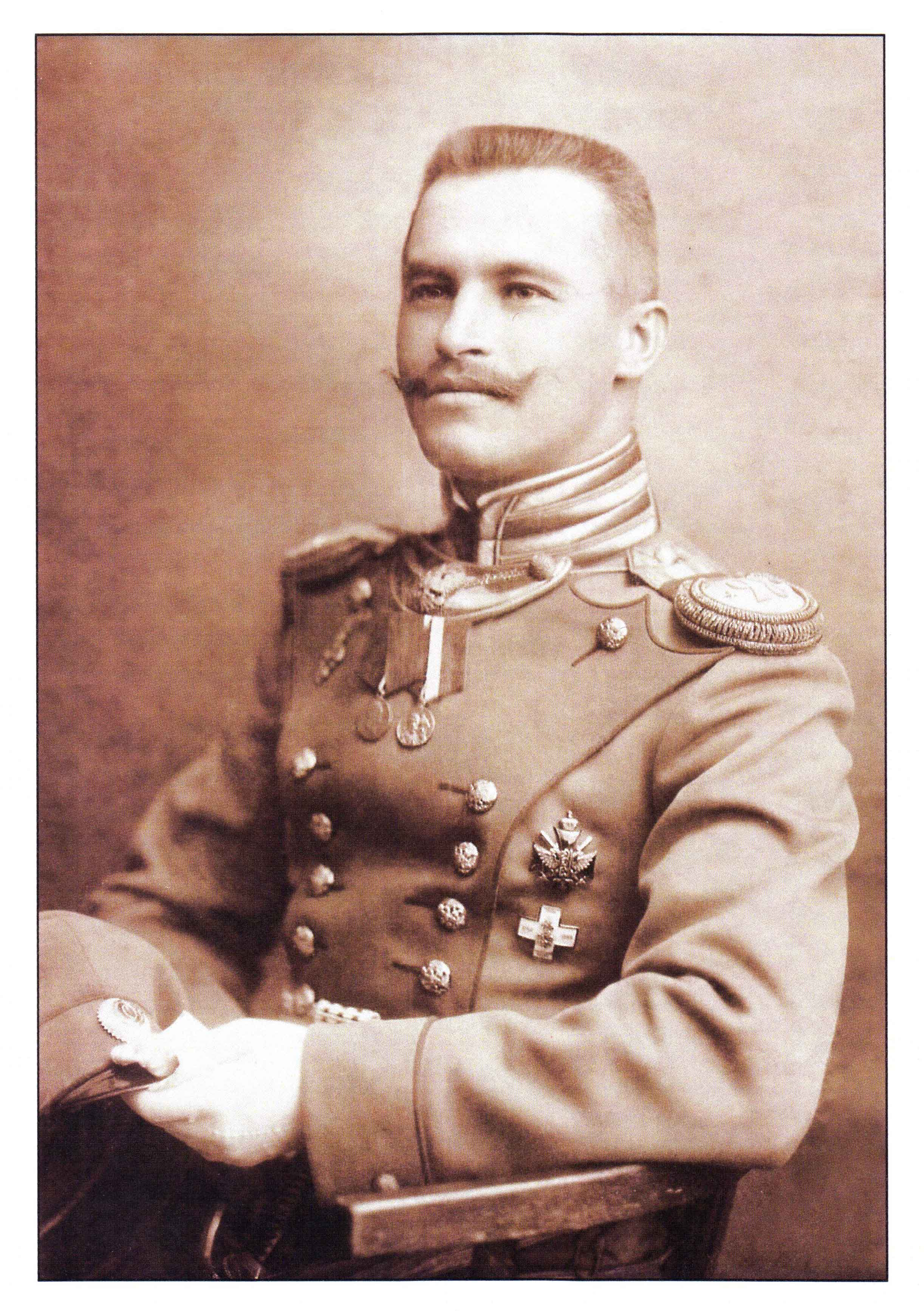
Поручик Лосиевский в форме полка, 1913—1916 года.

- 20.12.1798 — 27.11.1799 — майор (с 18.02.1799 года подполковник) Гетте, Карл Иванович
- 03.11.1800 — 20.05.1802 — подполковник Марков, Тимофей Александрович
- 14.11.1802 — 28.11.1804 — полковник Цедельман, Фёдор Егорович
- 08.12.1804 — 17.07.1807 — подполковник (с 23.04.1806 года полковник) Черкасов, Гаврила Алексеевич
- 01.02.1812 — 12.05.1813[5] — майор Яковлев, Гавриил Иванович
- 01.06.1815 — 22.01.1819 — подполковник (полковник) Бреверн, Христофор Логгинович
- 22.01.1819 — 23.03.1827 — подполковник (с 23.08.1826 полковник) Фрейнд, Серваций Евстафьевич
- 23.03.1827 — 13.11.1827 — подполковник Пацовский, Леон Григорьевич.
- 19.05.1840 — 21.12.1849 — полковник (с 26.11.1852 генерал-майор)
- 21.12.1849 — 13.09.1854 — полковник (с 26.11.1852 генерал-майор) Копьев, Юрий Алексеевич
- 14.11.1854 — 04.08.1862 — подполковник (с 30.08.1855 полковник) Островский, Войцех Иванович
- 04.08.1862 — 08.11.1862 — полковник Бернов, Александр Никанорович
- 08.11.1862 — 27.04.1863 — полковник Островский, Войцех Иванович (повторно)
- 27.04.1863 — 28.03.1871 — полковник Нильсон, Андрей Андреевич
- 02.04.1871 — 30.10.1874[6] — полковник Сергеев, Ефим Ефимович
- 30.10.1874 — 04.11.1875 — полковник Шелейховский, Александр Кондратьевич
- 04.11.1875 — хх.хх.1885 — полковник (с 15.05.1883 генерал-майор) Тржецяк, Евгений Антонович
- хх.хх.1885 — хх.хх.1887 — полковник Волков, Николай Алексеевич
- 15.04.1887 — хх.12.1889[7] — полковник Плотников, Иван Николаевич[8].
- 22.12.1889 — 07.01.1892 — полковник Риман, Густав Александрович
- 07.01.1892 — 06.09.1896 — полковник Сверчков, Лев Иванович
- 20.11.1896 — 30.03.1898 — полковник Шишковский, Николай Феофилович
- 16.08.1898 — 11.05.1901 — полковник Горский, Иосиф Иванович
- 05.06.1901 — 14.07.1905 — полковник Андреев, Константин Порфирьевич
- 06.09.1905 — 08.07.1906 — полковник Киселевский, Николай Михайлович
- 19.07.1906 — 09.07.1908 — полковник Карпов, Владимир Кириллович
- 09.07.1908 — 02.12.1911 — полковник Архипов, Александр Александрович
- 02.12.1911 — 01.05.1915 — полковник (14.11.1914 генерал-майор) Пржелуцкий, Митрофан Емельянович
- 21.08.1915 — 01.11.1916 — полковник Штубендорф, Алексей Оттович
- 02.12.1916 — 30.06.1917 — полковник Кудрявцев, Николай Алексеевич
- 30.06.1917 — хх.хх.хххх — полковник Бирюков, Евгений Павлович

## Знаки отличия полка
- Полковое знамя Георгиевское, с надписями: «За оборону Правод против Турецкой армии в 1829 году» и «1769-1869» с Александровской юбилейной лентой.
- Серебряные трубы с надписью: «За усмирение Венгрии в 1849 году», пожалованные полку 20 декабря 1849 года.
- Знаки на головные уборы с надписью: «За Севастополь в 1854 и 1855 гг.», пожалованные 30 августа 1856 года во всех 4-х батальонах полка.